# Oceania: Live in NYC
| Recensione | Giudizio |
| ---------- | -------- |
| AllMusic   |          |

Oceania: Live in NYC è un album video-live del gruppo musicale statunitense Smashing Pumpkins, pubblicato nel 2013.

## Tracce
Il DVD ed i due CD contengono le stesse 24 tracce.
Testi e musiche di Billy Corgan, tranne dove indicato.
1. Quasar – 5:05
2. Panopticon – 4:09
3. The Celestials – 3:50
4. Violet Rays – 4:34
5. My Love Is Winter – 3:37
6. One Diamond, One Heart – 3:54
7. Pinwheels – 5:52
8. Oceania – 10:09
9. Pale Horse – 4:35
10. The Chimera – 4:39
11. Glissandra – 4:31
12. Inkless – 3:03
13. Wildflower – 5:06
14. Space Oddity (David Bowie cover) – 7:38 (musica: David Bowie)
15. X.Y.U. – 10:23
16. Disarm – 3:31
17. Tonite Reprise – 1:27
18. Tonight, Tonight – 4:21
19. Bullet with Butterfly Wings – 5:02
20. The Dream Machine – 7:01
21. Hummer – 7:13
22. Ava Adore – 5:11
23. Cherub Rock – 4:43
24. Zero – 6:01

## Formazione
- Billy Corgan - voce, chitarra, tastiere
- Jeffrey Kim Schroeder - chitarra
- Nicole Fiorentino - basso, voce
- Michael William Byrne - batteria, voce